# Elmira Minita Gordon
Elmira Minita Gordon, född 1930, död 2021, var generalguvernör i Belize 1981-1993. Hon var den första kvinna som utsågs till generalguvernör i det brittiska samväldet.